# V445 Puppis

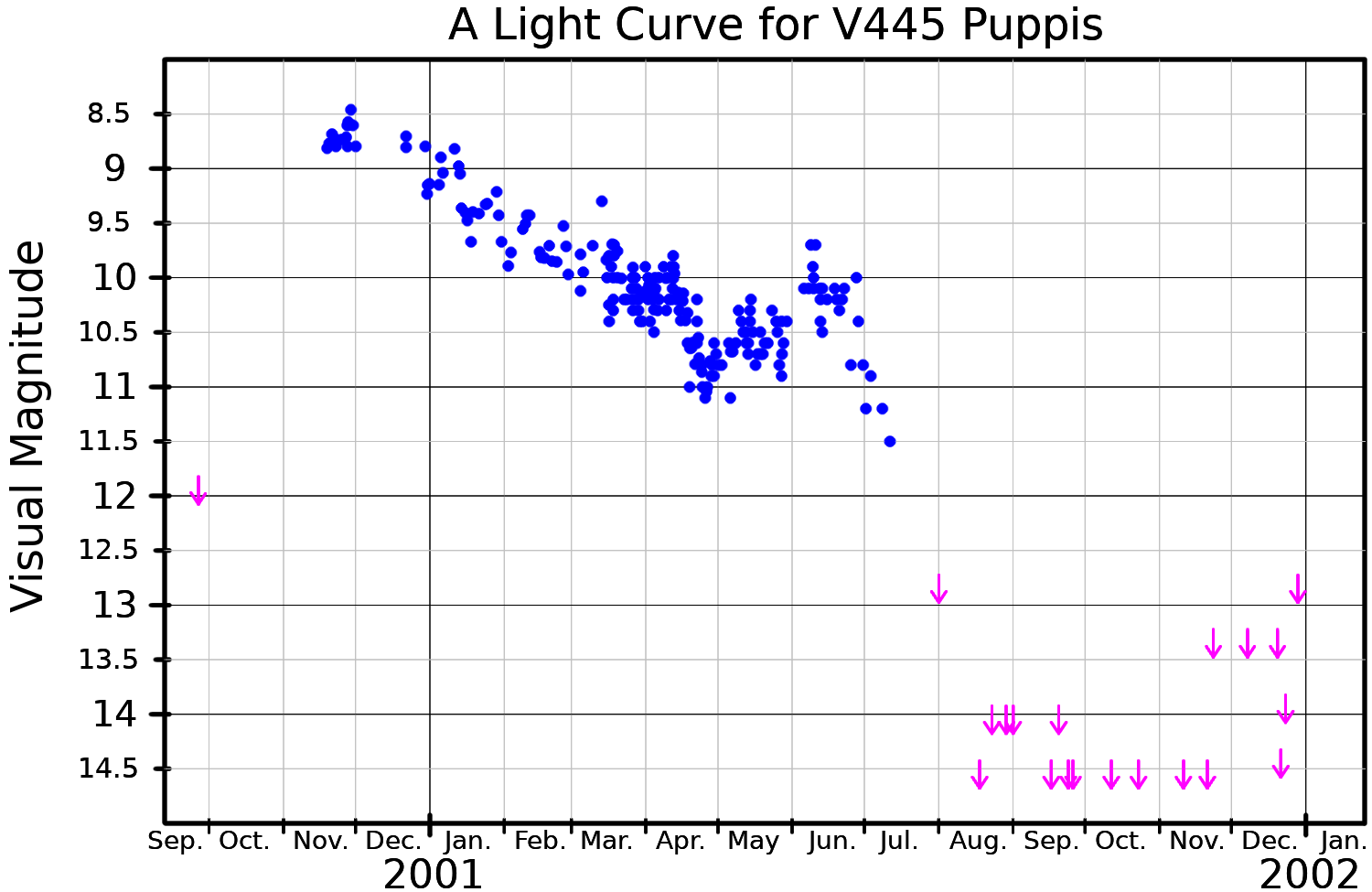
Lichtkromme van V445 Pup

V445 Puppis is een veranderlijke dubbelster in het sterrenbeeld Achtersteven. Het bestaat uit een witte dwerg van 1,3 zonnemassa's en een ster uit de hoofdreeks.
De witte dwerg slurpt materie op van haar begeleidende ster. Dit heeft geleid tot een in 2000 waargenomen nova. Hierbij viel op dat in het spectrum sporen van helium werden waargenomen en niet van waterstof; dit in tegenstelling tot wat bij novae waarbij sterren uit de hoofdreeks betrokken zijn, gebruikelijk is. Blijkbaar was het niet waterstof dat van de begeleidende component naar de witte dwerg overvloeide, maar helium. Aangezien de overdracht van materie nog steeds leek plaats te vinden, zou de witte dwerg de Chandrasekhar-limiet naderen. Hierdoor was de kans aanwezig dat er een type Ia-supernova zal volgen.
Onderzoek naar de bipolaire uitstoot van gassen heeft echter uitgewezen dat er zich een dikke schil om de witte dwerg heeft gevormd. Dit leidde tot de conclusie dat de nova zo krachtig was, dat de begeleidende component grotendeels van haar buitenste lagen is ontdaan en mogelijk zelfs uit het systeem is weggeblazen. Hierdoor zijn de twee sterren niet langer middels aantrekkingskracht aan elkaar gebonden, zal er geen materie meer overvloeien naar de witte dwerg en is een supernova uitgesloten.